# Empire (Circle)
Empire è un album dal vivo del gruppo musicale finlandese Circle, pubblicato nel 2004.

## Tracce
Lato A
1. Dragon - 22:10

Lato B
1. Empire - 23:43

## Formazione
- Jussi Lehtisalo
- Tomi Leppänen
- Mika Rättö
- Janne Westerlund
- Tuomas Laurila
- Janne Tuomi